# Seaforth Highlanders

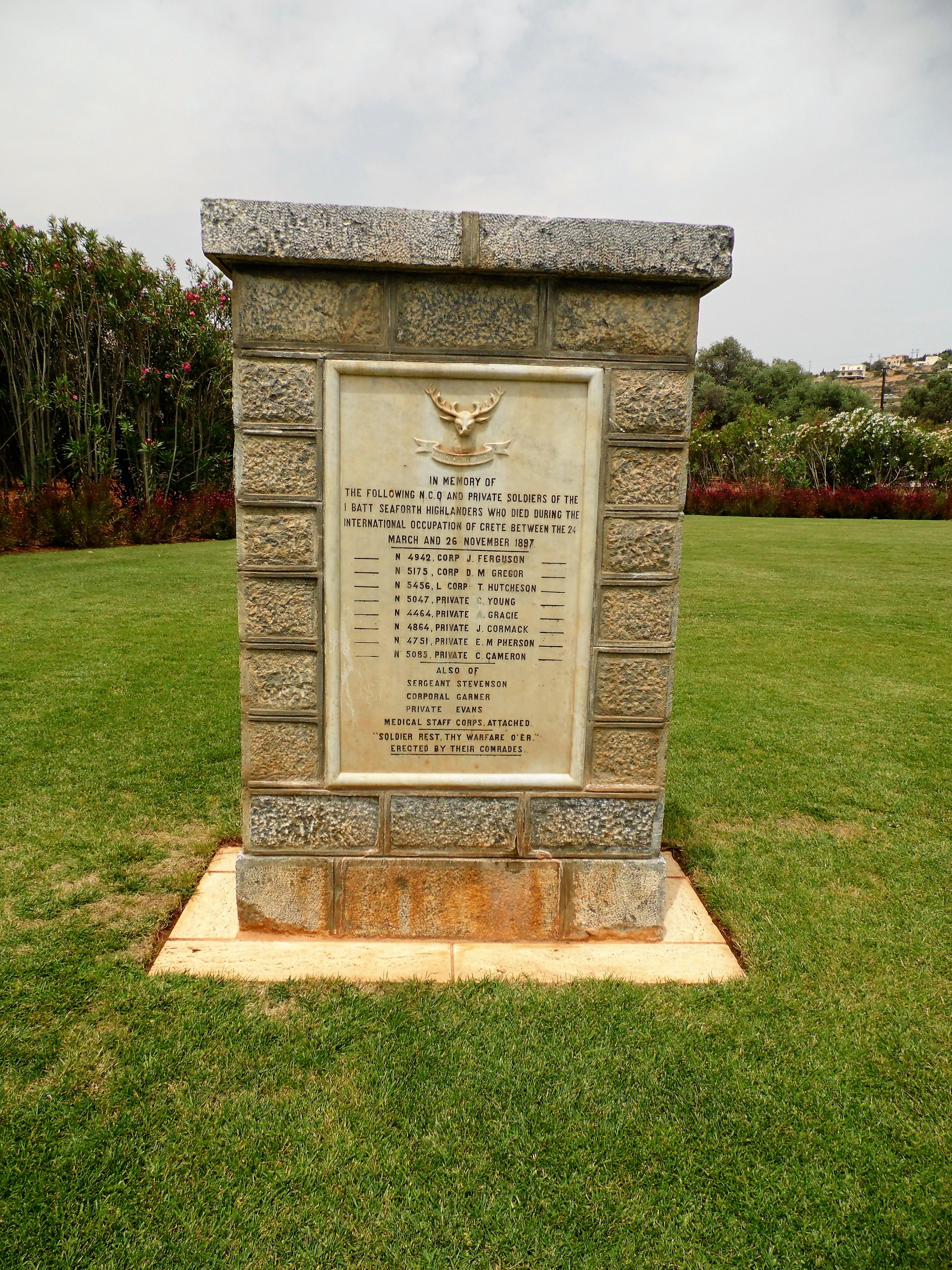
Denkmal für die Gefallenen während der internationalen Besetzung von Kreta 1897

Geführt von ihrem Pfeifer rücken die Soldaten der 7. Seaforth Highlanders der 15. (Scottish) Division während der Operation 'Epsom' am 26. Juni 1944 vor.

Die Seaforth Highlanders (Ross-shire Buffs, The Duke of Albany’s) waren ein Linieninfanterie-Regiment der Britischen Armee.

## Geschichte
Das Regiment entstammt dem zentralen schottischen Hochland um Inverness und entstand am 1. Juli 1881 durch die Zusammenlegung des 72nd (Duke of Albany’s Own Highlanders) Regiment of Foot („Seaforth (Highland) Regiment“) und des 78th (Highlanders) Regiment of Foot („The Ross-shire Buffs“). Die Männer des ehemaligen 72nd Regiments bildeten das 1., die des 78th Regiment das 2. Bataillon des neuen Regiments. Hinzu kamen weitere Miliz- und Freiwilligen-Bataillone, die aus Caithness-shire, Cromartyshire, Elginshire, Nairnshire, Ross-shire, Sutherland und Orkney. Das neue Regiment hieß zunächst Seaforth Highlanders (Ross-shire Buffs); am 22. November 1881 wurde der Name zu Seaforth Highlanders (Ross-shire Buffs, The Duke of Albany’s) ergänzt.
Als „Highland“-Regiment trug das Regiment eine „schottische“ Uniform mit Kilt oder Trews etc. Der Tartan des Regiments bestand entsprechend aus den Farben von dessen Clan Mackenzie (schwarzumrandete grüne und blaue Quadrate, überzogen mit einem großen roten und kleinem weißen Gittergeflecht), ihr Regimentsmarsch war Cabar Feigh (zu Deutsch das Geweih des Hirschen oder symbolisch Die Speerspitze) und ihr Mützenemblem war ein Zwölf-Ender-Hirsch mit der Umschrift darunter CUIDICH’N RIGH (Hilf dem König).
Die Seaforth Highlanders nahmen u. a. am Anglo-Ägyptischen Krieg, an der Niederschlagung des Mahdi-Aufstands im Sudan, am Zweiten Burenkrieg und am Ersten und Zweiten Weltkrieg teil. Dabei errangen sie zahlreiche Battle Honours (ehrenvollen Erwähnungen von Schlachten, an denen es teilgenommen hat).
1961 wurde das Regiment der Seaforth Highlanders mit den Queen’s Own Cameron Highlanders zum Regiment Queen’s Own Highlanders (Seaforth and Camerons) zusammengelegt. 1994 wurde dieses Regiment dann mit den Gordon Highlanders zu den Highlanders (Seaforth, Gordons and Camerons) vereinigt. Seit Mai 2006 wurden alle schottischen Regimenter zum Royal Regiment of Scotland zusammengefasst; die Highlanders bilden heute das 4. Bataillon dieses Regiments, welches die Traditionen der Seaforth Highlanders und der anderen schottischen Highlandregimenter weiterführt.

## Colonels-in-Chief
Colonel-in-Chief des Regiments waren:
- 1883–1884: Prince Leopold, 1. Duke of Albany
- 1905–1917: Prince Carl Eduard, 2. Duke of Albany
- 1920–1936: Edward, Prince of Wales

## Regimental Colonels
Colonel of the Regiment waren:
- 1881–1893 (1. Bataillon): General Sir Edward Selby Smyth
- 1881–1885 (2. Bataillon): Field Marshal Sir Patrick Grant
- 1893–1897: General Sir William Parke
- 1897–1907: General Sir Archibald Alison, 2. Baronet
- 1907–1911: Lieutenant-General Mostyn de la Poer Beresford
- 1911–1914: General Sir George Digby Barker
- 1914–1924: Major-General Robert Hunter Murray
- 1924–1931: Major-General Sir Colin Mackenzie
- 1931–1939: Major-General Sir Archibald Ritchie
- 1939–1947: Lieutenant-General Sir William Montgomerie Thomson
- 1947–1957: Major-General Sir John Laurie, 6. Baronet
- 1957–1961: Field Marshal Sir James Cassels

## Battle Honours
Das Regiment führte die Battle Honours seiner Vorgängerregimenter weiter. Zusätzlich wurden dem Regiment folgende Battle Honours verliehen (englische Bezeichnungen; diejenigen, die auf der Regimentsfahne aufgeführt wurden, sind fettgedruckt):
- Tel El Kebir, Egypt 1882, Chitral, Atbara, Khartoum, Paardeberg, South Africa 1899–1902
- Erster Weltkrieg: Le Cateau, Retreat from Mons, Marne 1914 ’18, Aisne 1914, La Bassée 1914, Armentières 1914, Festubert 1914 ’15, Givenchy 1914, Neuve Chapelle, Ypres 1915 ’17 ’18, St. Julien, Frezenberg, Bellewaarde, Loos, Somme 1916 ’18, Albert 1916, Bazentin, Delville Wood, Pozières, Flers Courcelette, Le Transloy, Ancre Heights, Ancre 1916, Arras 1917 ’18, Vimy 1917, Scarpe 1917 ’18, Arleux, Pilckem, Menin Road, Polygon Wood, Broodseinde, Poelcapelle, Passchendaele, Cambrai 1917 ’18, St. Quentin, Bapaume 1918, Lys, Estaires, Messines 1918, Hazebrouck, Bailleul, Kemmel, Béthune, Soissonnais-Ourcq, Tardenois, Drocourt-Queant, Hindenburg Line, Courtrai, Selle, Valenciennes, France and Flanders 1914–18, Macedonia 1917–18, Meggido, Sharon, Palestine 1918, Tigris 1916, Kut al Amara 1917, Baghdad, Mesopotamia 1915–18
- Zweiter Weltkrieg: Ypres-Comines Canal, Somme 1940, Withdrawal to Seine, St. Valery-en-Caux, Odon, Cheux, Caen, Troarn, Mont Pincon, Quarry Hill, Falaise, Falaise Road, Dives Crossing, La Vie Crossing, Lisieux, Nederrijn, Best, Le Havre, Lower Maas, Meijel, Venlo Pocket, Ourthe, Rhineland, Reichswald, Goch, Moyland, Rhine, Uelzen, Artlenberg, North West Europe 1940 ’44–45, El Alamein, Advance to Tripoli, Mareth, Wadi Zigzaou, Akarit, Djebel Roumana, North Africa 1942–43, Landing in Sicily, Augusta, Francoforte, Adrano, Sferro Hills, Sicily 1943, Garigliano Crossing, Anzio, Italy 1943–44, Madagascar, Middle East 1942, Imphal, Shenam Pass, Litan, Tengnoupal, Burma 1942–44